# Lista de métodos Runge-Kutta
Métodos de Runge–Kutta são métodos para a solução numérica de equações diferenciais ordinárias
{\displaystyle {\frac {dy}{dt}}=f(t,y)\,}
tomando a forma
{\displaystyle y_{n+1}=y_{n}+h\sum _{i=1}^{s}b_{i}k_{i}\,}
{\displaystyle k_{i}=f\left(t_{n}+c_{i}h,y_{n}+h\sum _{j=1}^{s}a_{ij}k_{j}\right).}
Cada um dos métodos listados nesta página são definidos por sua matriz de Butcher, que mostram os coeficientes do método em uma tabela como segue:
{\displaystyle {\begin{array}{c|cccc}c_{1}&a_{11}&a_{12}&\dots &a_{1s}\\c_{2}&a_{21}&a_{22}&\dots &a_{2s}\\\vdots &\vdots &\vdots &\ddots &\vdots \\c_{s}&a_{s1}&a_{s2}&\dots &a_{ss}\\\hline &b_{1}&b_{2}&\dots &b_{s}\\\end{array}}}

## Métodos explícitos
Os métodos explícitos são aqueles onde a matriz {\displaystyle [a_{ij}]} é triangular inferior.

### Euler direto
Este método é de primeira ordem. A falta de estabilidade e precisão o tornam popular principalmente como uma simples primeira introdução a solução numérica.
{\displaystyle {\begin{array}{c|c}0&0\\\hline &1\\\end{array}}}

### Método de Kutta de terceira ordem
{\displaystyle {\begin{array}{c|ccc}0&0&0&0\\1/2&1/2&0&0\\1&-1&2&0\\\hline &1/6&2/3&1/6\\\end{array}}} [carece de fontes?]

### Método clássico de quarta ordem
O método Runge–Kutta "original".
{\displaystyle {\begin{array}{c|cccc}0&0&0&0&0\\1/2&1/2&0&0&0\\1/2&0&1/2&0&0\\1&0&0&1&0\\\hline &1/6&1/3&1/3&1/6\\\end{array}}}

## Métodos implícitos

### Euler reverso
Este método é de primeira ordem. Incondicionalmente estável e não oscilatório para problemas de difusão linear;
{\displaystyle {\begin{array}{c|c}1&1\\\hline &1\\\end{array}}}

### Métodos de Lobatto
Há três famílias de métodos de Lobatto, chamadas IIIA, IIIB and IIIC. Todos são métodos implícitos tendo ordem {\displaystyle 2s-2} e todos eles tendo {\displaystyle c_{1}=0} e {\displaystyle c_{s}=1}. Ao contrário de qualquer método explícito, é possível para esses métodos ter uma ordem maior que o número de estágios. Lobatto viveu antes do método clássico de quarta ordem ser popularizado por Runge e Kutta.

#### Método de Lobatto IIIA
Os Métodos de Lobatto IIIA são métodos de colocação. O método de segunda ordem é praticamente análogo ao método de Crank–Nicolson.
{\displaystyle {\begin{array}{c|cc}0&0&0\\1&1/2&1/2\\\hline &1/2&1/2\\\end{array}}}
O método de quarta ordem é dado por
{\displaystyle {\begin{array}{c|ccc}0&0&0&0\\1/2&5/24&1/3&-1/24\\1&1/6&2/3&1/6\\\hline &1/6&2/3&1/6\\\end{array}}}

#### Método de Lobatto IIIB
Os métodos de Lobatto IIIB não são de colocação, mas eles podem ser vistos como métodos de colocação descontínuos
O método de segunda ordem é dado por
{\displaystyle {\begin{array}{c|cc}0&1/2&0\\1&1/2&0\\\hline &1/2&1/2\\\end{array}}}
O método de quarta ordem é dado por
{\displaystyle {\begin{array}{c|ccc}0&1/6&-1/6&0\\1/2&1/6&1/3&0\\1&1/6&5/6&0\\\hline &1/6&2/3&1/6\\\end{array}}}

#### Métodos de Lobatto IIIC
Os métodos de Lobatto IIIC também são métodos de colocação descontínuos. O método de segunda ordem é dado por:
{\displaystyle {\begin{array}{c|cc}0&1/2&-1/2\\1&1/2&1/2\\\hline &1/2&1/2\\\end{array}}}
O método de quarta ordem é dado por 
{\displaystyle {\begin{array}{c|ccc}0&1/6&-1/3&1/6\\1/2&1/6&5/12&-1/12\\1&1/6&2/3&1/6\\\hline &1/6&2/3&1/6\\\end{array}}}